# ヤナガオート
『ヤナガオート』は、梅澤功二朗による日本の漫画。『週刊ヤングジャンプ』（集英社）において2009年49号から2010年31号まで連載されていた。単行本は、YJコミックスより第2巻まで既刊、以下続刊。

## 概要
千葉県柏戸市でバイクショップを経営する親子を題材とした、シモネタ、エロネタありの「ゆるゆる凸凹バイク屋コメディ」。作中では、メタフィクション的に作品の人気が無いことがネタとして扱われることも多く、担当のM尾（誌上表記）によると、「一説によれば、この漫画を楽しみにしている読者は、日本国内に4人。しかもそのうち2人が作者の身内。」（第18話、2010年16号）など、かなりきわどいネタを使用することもある。

## あらすじ
舞台は、21世紀の千葉県柏戸市。バイクを愛する少年・「弥永環」は、高校生。父の経営するバイクショップ「ヤナガオート」を手伝うが、父・「龍一郎」は、経営を二の次でセックスばかりに精を出す始末。そんな環が父に振り回されたり、童貞を捨てようと奔走する。

## 登場人物
弥永 環（やなが たまき）
この物語の主人公で、17歳の高校生。将来の夢は、大学で経営を勉強、大きくてオシャレなバイク屋を作ること。
バイクの運転についてもかなりの技術を持っており、第1話では暴走族とバイクレースを行い、遅れてスタートするなどの余裕を持ちながらも対戦相手を手玉に取ったこともある。自身は普通の高校生で、喧嘩もあまり強くない。名前の由来は「玉金」。それを母・沙和子が「ん」を取って輪っかを意味する環とした。
17歳にして恋人もおらず、童貞であることを嘆いているシーンがよく見られるが、個性的なキャラクターの中では、いまいち存在感が薄く、基本的に突っ込みを担当。作者が友人・知人に聞いた人気キャラアンケートでは、主人公であるにもかかわらず1票も入らず最下位だった。
弥永 龍一郎（やなが りゅういちろう）
環の父親で35歳。バイクショップ「ヤナガオート」を経営。かつては、関東最強と称えられた暴走族・「赤龍会」の初代総長。現在もかなり喧嘩が強く、『タフ』『バキ』『蒼天の拳』『シグルイ』『鉄拳チンミ』など戦闘系の漫画を愛読している。
性格はいい加減で、好色。亡くなった妻を愛しているようであるが、「気持ちいいから」という理由で数々の女にセックスをしたり、店の売り上げを風俗につぎ込んだりする。女の扱いも上手く、ナンパに手こずる環たちに対し、「手本を見せる」と言い、即座に初対面の女性と性交をした。
ある意味、実質的な主役であるが『天才バカボン』の「バカボンのパパ」に通じるところがある。作者が友人・知人に聞いた人気キャラアンケートでは17票を獲得して堂々の1位。ちなみに2位は「読んでないから分かんない」に16票、3位が「どのキャラも好きじゃない」の15票。
レイカ（れいか）
龍一郎のセックスフレンド。職業・ホステス。33歳。弥永家との付き合いは古く、もともとは、レディースの総長・紗和子の舎弟的存在。幼児期の環のおむつを替えるなど世話をした経験もある。龍一郎とは、カーセックスに対抗してバイクセックスをプレイをするが、結婚などをする気は無い。
弥永 沙和子（やなが さわこ）
環の母であり、龍一郎の妻。故人。17歳の若さで環を生み、4年後に死去。
関東最恐のレディース「小陰唇」の初代総長。生粋のオナニストで、常にバイブを持ち歩いていた。とレイカが語る。
服部 優（はっとり ゆう）
美貌のニューハーフで、亡き龍一郎の妻、紗和子の妹（実際は弟）である。環の叔母（実際は叔父）にあたる。名家の生まれであるが、家に嫌気が差してヤナガオートに転がり込む。かわいらしい外見をしているが格闘技の達人で、喧嘩の腕は龍一郎以上。しかし、殺人的な味オンチであり、優の手料理を食べた環の同級生は病院送りとなっている。
登場は、比較的遅いものの、作者が友人・知人に聞いた人気キャラアンケートでは8票を獲得しての4位。2位、3位が人物に対する投票でないため、実質的な人気は2位である。

## 書籍
単行本（YJコミックス）は、第1巻まで集英社より発売、以下続刊。
- 第1巻 2010年3月19日発行 ISBN 978-4-08-877825-9